# Gerlingen (Ense)
Gerlingen – dzielnica (Ortsteil) wiejskiej gminy Ense w powiecie Soest, w kraju związkowym Nadrenia Północna-Westfalia, w rejencji Arnsberg.

## Demografia
Według danych z 2000 roku w Gerlingen mieszkało 57 mieszkańców. Liczba ta stopniowo wzrastała lub się zmniejszała; 65 (2005), 58 (2010), 50 (2015), 47 (2020). Według spisu ludności z lipca 2024 roku, w Gerlingen mieszkało 41 mieszkańców. Chociaż w Gerlingen mieszka najmniejsz mieszkańców, to wielkościowo Gerlingen zalicza się do największych dzielnic gminy Ense.

## Geografia
Według danych z 2021 roku powierzchnia dzielnicy wynosi 2,13 km². W Gerlingen leżą 3 drogi i stoi dwanaście domów. 

## Historia

### Reorganizacja gmin
W ramach reorganizacji gmin 1 lipca 1969 roku Gerlingen wraz z 13 innymi miejscowościami stało się częścią nowej gminy Ense.

## Edukacja
Według danych z 2022 roku w Gerlingen oraz Waltringen, Volbringen, Ruhne, Sieveringen, Oberense i Bittingen nie ma placówek opieki nad dziećmi.